# Dervla Kirwan
Dervla Kirwan (Dublino, 24 ottobre 1971) è un'attrice irlandese, attiva a teatro, cinema e televisione.
È sposata con l'attore Rupert Penry-Jones dal 2007 e la coppia ha avuto due figli. Il suo pro-prozio era il patriota Michael Collins.

## Filmografia parziale

### Cinema
- December Bride, regia di Thaddeus O'Sullivan (1991)
- La guerra dei bottoni (War of the Buttons), regia di John Roberts (1994)
- With or Without You - Con te o senza di te (With or Without You), regia di Michael Winterbottom (1999)
- Ondine - Il segreto del mare (Ondine), regia di Neil Jordan (2009)
- Interlude in Prague, regia di John Stephenson (2017)
- The Keeper, regia di Marcus H. Rosenmüller (2019)

### Televisione
- Casualty – serie TV, 1 episodio (1990)
- Father Ted – serie TV, 1 episodio (1996)
- Ballykissangel – serie TV, 23 episodi (1996-1998)
- Dalziel and Pascoe – serie TV, 2 episodi (2002)
- Casanova – miniserie TV, 1 episodio (2005)
- Doctor Who – serie TV, 1 episodio (2008)
- Law & Order: UK – serie TV, 2 episodi (2009)
- Material Girl – serie TV, 6 episodi (2010)
- Miss Marple (Agatha Christie's Marple) – serie TV, episodio 5x02 (2010)
- Blackout – serie TV (2012)
- The Stranger – miniserie TV (2020)
- The Reunion (La Jeune Fille et la Nuit), regia di Bill Eagles – miniserie TV (2022)
- True Detective – serie TV, 3 episodi (2024)

## Doppiatrici italiane
Nelle versioni in italiano delle opere in cui ha recitato, Dervla Kirwan è stata doppiata da:
- Emanuela Baroni in With or Without You - Con te o senza di te
- Rossella Celindano in Ondine - Il segreto del mare
- Tiziana Avarista in Material Girl
- Laura Romano in Miss Marple
- Sabrina Duranti in The Stranger
- Alessandra Cassioli in The Reunion
- Francesca Fiorentini in True Detective